# Стшелецький повіт
Стшелецький повіт (пол. powiat strzelecki) — один з 11 земських повітів Опольського воєводства Польщі.
Утворений 1 січня 1999 року в результаті адміністративної реформи.

## Загальні дані
Повіт знаходиться у східній частині воєводства.
Адміністративний центр — місто Стшельці-Опольські.
Станом на 1.01.2008 населення становить 79 851 осіб, площа 744,28 км².

## Демографія
Демографічні дані повіту станом на 30.06.2005:
|       | Всього | Всього | Жінки  | Жінки | Чоловіки | Чоловіки |
| ----- | ------ | ------ | ------ | ----- | -------- | -------- |
|       | осіб   | %      | осіб   | %     | осіб     | %        |
| Повіт | 81 205 | 100    | 41 583 | 51,2  | 39 622   | 48,8     |
| Міста | 36 669 | 100    | 18 900 | 51,5  | 17 769   | 48,5     |
| Села  | 44 536 | 100    | 22 683 | 50,9  | 21 853   | 49,1     |